# Louestault
Louestault település Franciaországban, Indre-et-Loire megyében. Lakosainak száma 438 fő (2018. január 1.). Louestault Beaumont-la-Ronce, Chemillé-sur-Dême, Marray és Neuvy-le-Roi községekkel határos.

## Népesség
A település népességének változása:
| Lakosok száma | 266  | 230  | 229  | 206  | 290  | 371  | 387  | 420  | 428  | 438  |
|               | 1968 | 1975 | 1982 | 1990 | 1999 | 2011 | 2013 | 2015 | 2017 | 2018 |